# Cantó de Vénissieux-Nord
El cantó de Vénissieux-Nord és un antic cantó francès del departament del Roine, situat al districte de Lió. Compta amb part del municipi de Vénissieux. Va existir de 1982 a 2014.

## Municipis
- Vénissieux

| Data d'elecció | Identitat           | Partit | Qualitat |
| -------------- | ------------------- | ------ | -------- |
| 1982-1993      | André Gerin         | PCF    |          |
| 1993-2014      | Christian Falconnet | PCF    |          |